# Józef Warszewicz

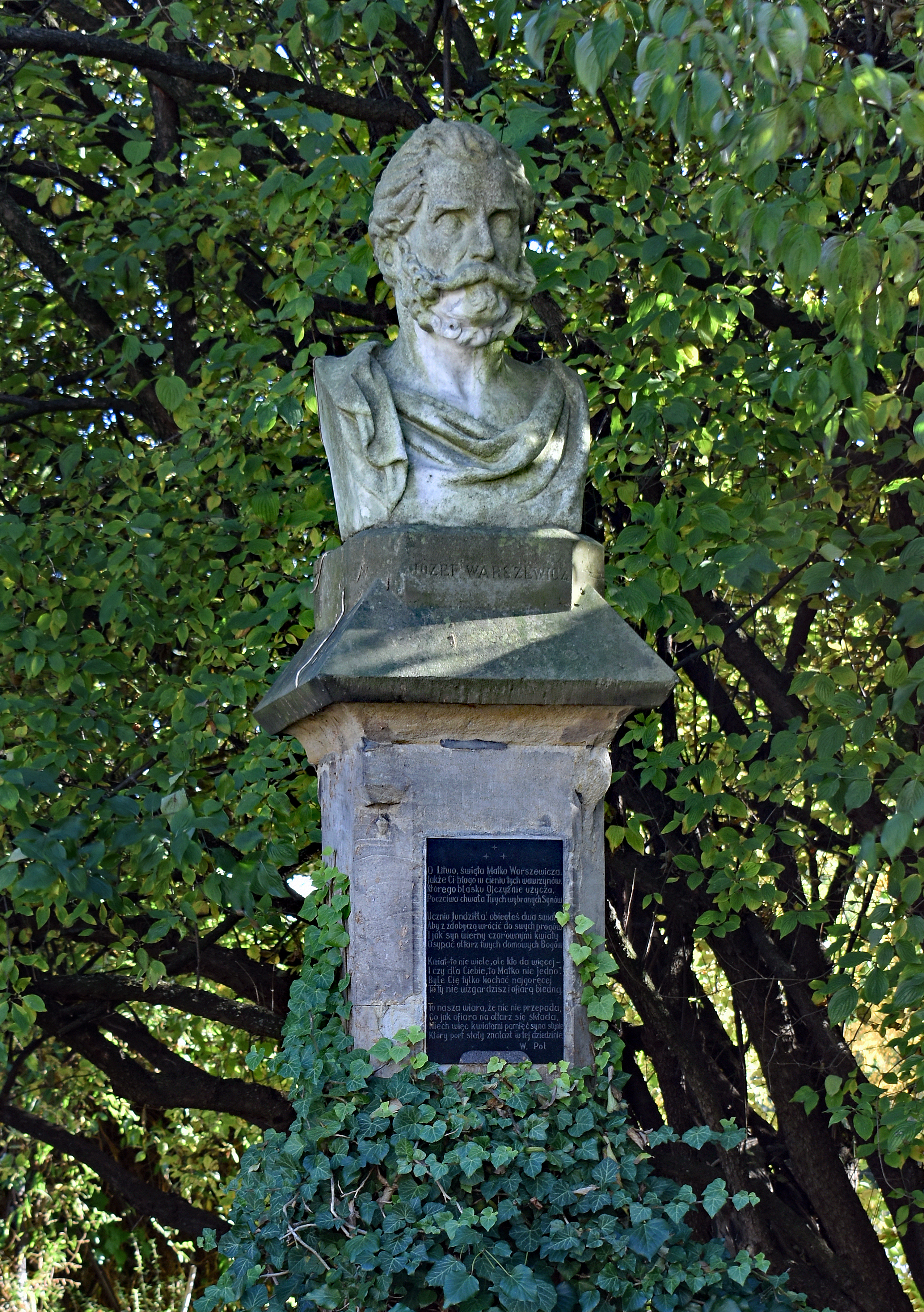
Popiersie Józefa Warszewicza w Ogrodzie Botanicznym w Krakowie dłuta Franciszka Wyspiańskiego

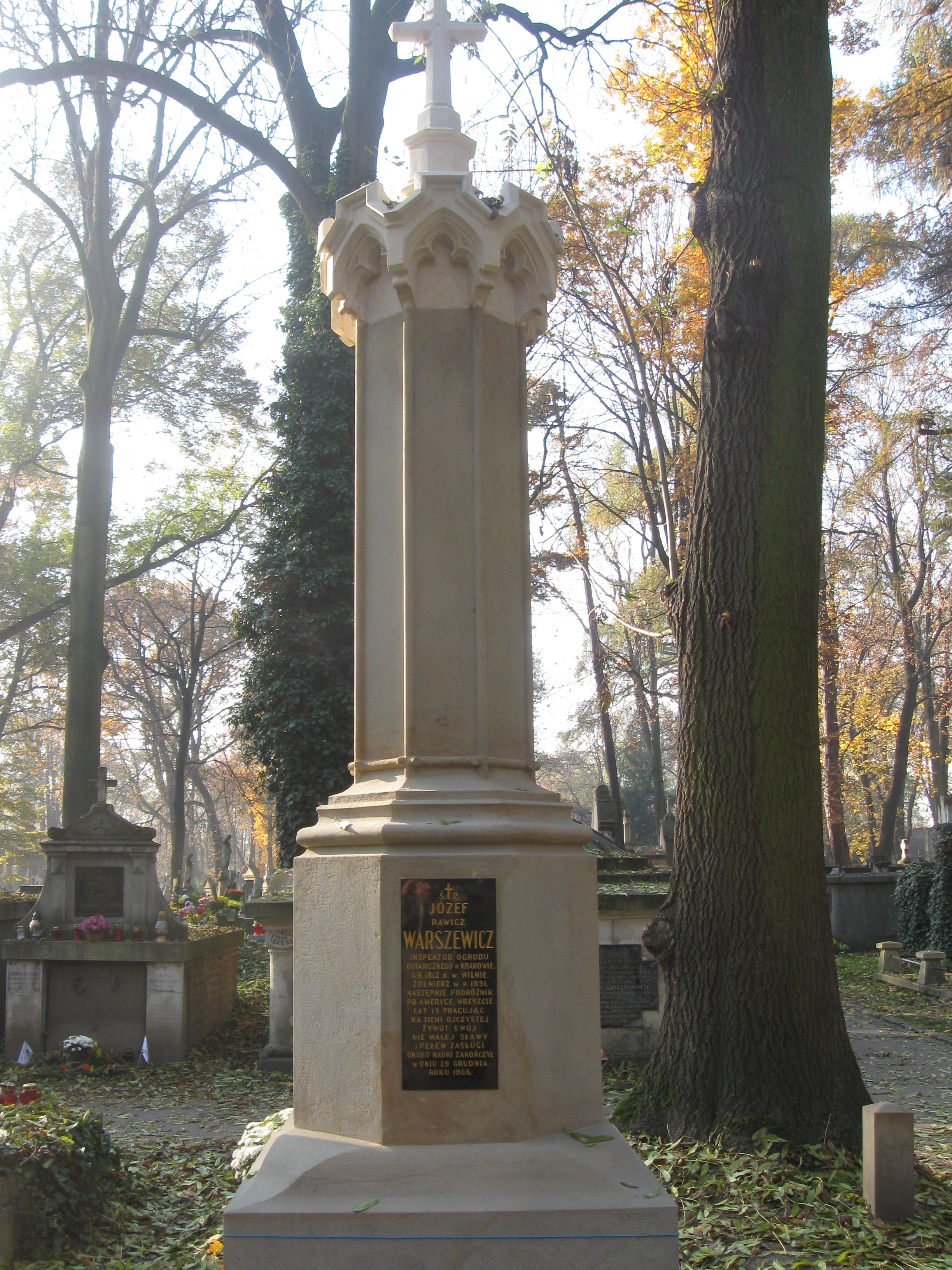
Nagrobek Józefa Warszewicza na cmentarzu Rakowickim

Józef Warszewicz (ur. 8 września 1812 w Wilnie, zm. 29 grudnia 1866 w Krakowie) – polski podróżnik, botanik i ogrodnik.

## Rodzina
Według tradycji jednym z przodków Warszewicza był Szwed, adiutant Gustawa Adolfa. Warszewicz nie założył rodziny i nie posiadał własnych dzieci. Opiekował się natomiast dziećmi swego przedwcześnie zmarłego brata: Antonim i Anną.

## Edukacja, kariera
Pod koniec lat 20. studiował na Uniwersytecie Wileńskim. Studia porzucił na wieść o wybuchu Powstania listopadowego i wstąpił do polskiej armii. Po upadku powstania emigruje, początkowo osiadł w Prusach, a następnie studiował w Berlinie i Poczdamie. Z polecenia Aleksandra Humboldta brał udział w ekspedycji naukowej do Ameryki Środkowej w latach 1845-1850 oraz do Ameryki Południowej w 1850-1853. Wzbogacił wiele kolekcji muzealnych (m.in. UJ) o zbiory florystyczne, ornitologiczne, herpetologiczne i malakologiczne.
Po spektakularnych osiągnięciach naukowych wrócił do kraju i osiadł w Krakowie. Od 1854 był pracownikiem Ogrodu Botanicznego w Krakowie, powiększając jego zbiory o około 10 tysięcy gatunków roślin. Specjalizował się w roślinach storczykowatych.
Od 1865 był członkiem czynnym miejscowym Towarzystwa Naukowego Krakowskiego.
Jest pochowany na cmentarzu Rakowickim, w kw. 9.

## Upamiętnienie
- Jego nazwiskiem nazwano ponad 40 gatunków i 3 rodzaje roślin, m.in. Warszewiczia, Warscewiczella, Warscaea, Canna warszewiczii i Stanhopea warszewicziana[4]
- Wincenty Pol napisał wiersz poświęcony Józefowi Warszewiczowi i jego działalności,
- Józef Warszewicz jest patronem ulicy w Swoszowicach, dzielnicy Krakowa.
- Jest też patronem Zespołu Szkół w Prószkowie (k. Opola) - dawnego Zespołu Szkół Rolniczych z Technikum Ogrodniczym[5].
- Wkrótce po śmierci wystawiono Józefowi Warszewiczowi pomnik, który usytuowany jest na terenie krakowskiego Ogrodu Botanicznego w pobliżu budynku Obserwatorium Astronomicznego, w cieniu dereni Śniadeckiego. Autorem rzeźby był Franciszek Wyspiański. Pomnik przedstawia popiersie Warszewicza, które zostało umieszczone na skromnym, czworobocznym postumencie o szerszej podstawie. Do postumentu została przymocowana tablica z wyrytymi słowami wiersza Wincentego Pola, treści następującej:

O Litwo, święta Matko Warszewicza.
Jakże ci błogo w cieniu tych wawrzynów,
Którego blasku Ojczyźnie użycza
Poczciwa chwała Twych wybranych Synów!
Uczniu Jundziłła! obiegłeś dwa światy,
Aby z zdobyczą wrócić do swych progów
I jak syn wierny czarownymi kwiaty
Osypać ołtarz Twych domowych Bogów.
Kwiat - to niewiele, ale kto da więcej -
I czy dla Ciebie to, Matko, nie jedno?
Byle Cię tylko kochać najgoręcej,
To Ty nie wzgardzisz i ofiarą biedną.
To nasza wiara, że nic nie przepada,
Co jak ofiara na ołtarz się składa.
Niech więc kwiatami pamięć syna słynie,
Który port stały znalazł w tej dziedzinie.
Pomnik Józefa Warszewicza był pierwszym monumentem ustawionym na terenie publicznych ogrodów w Krakowie.